# NGC 3101
NGC 3101 (również PGC 29025) – galaktyka spiralna (Sa), znajdująca się w gwiazdozbiorze Sekstantu. Odkrył ją Albert Marth 22 stycznia 1865 roku.